# Isar Klinikum

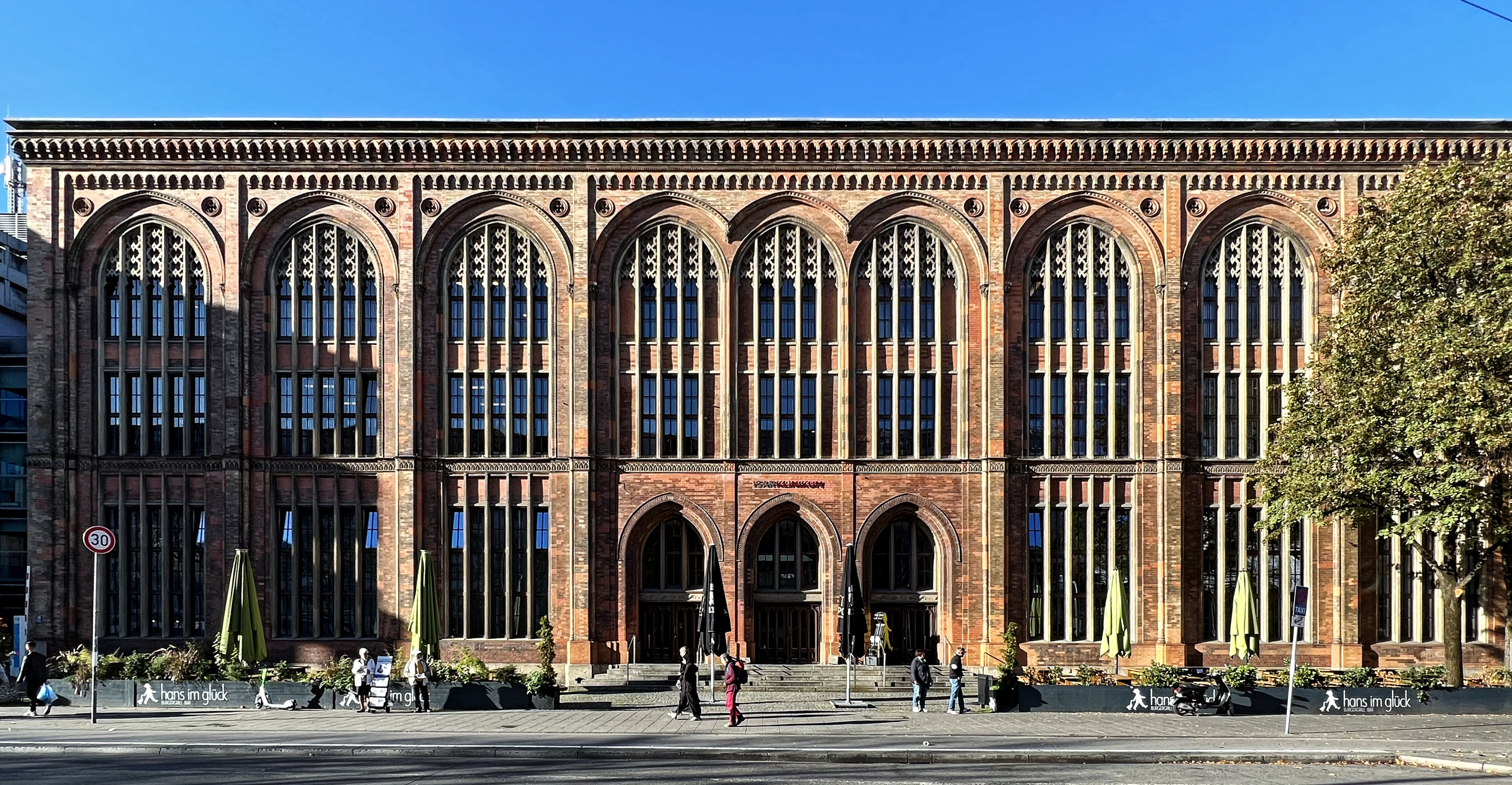
Isarklinikum München, 2022

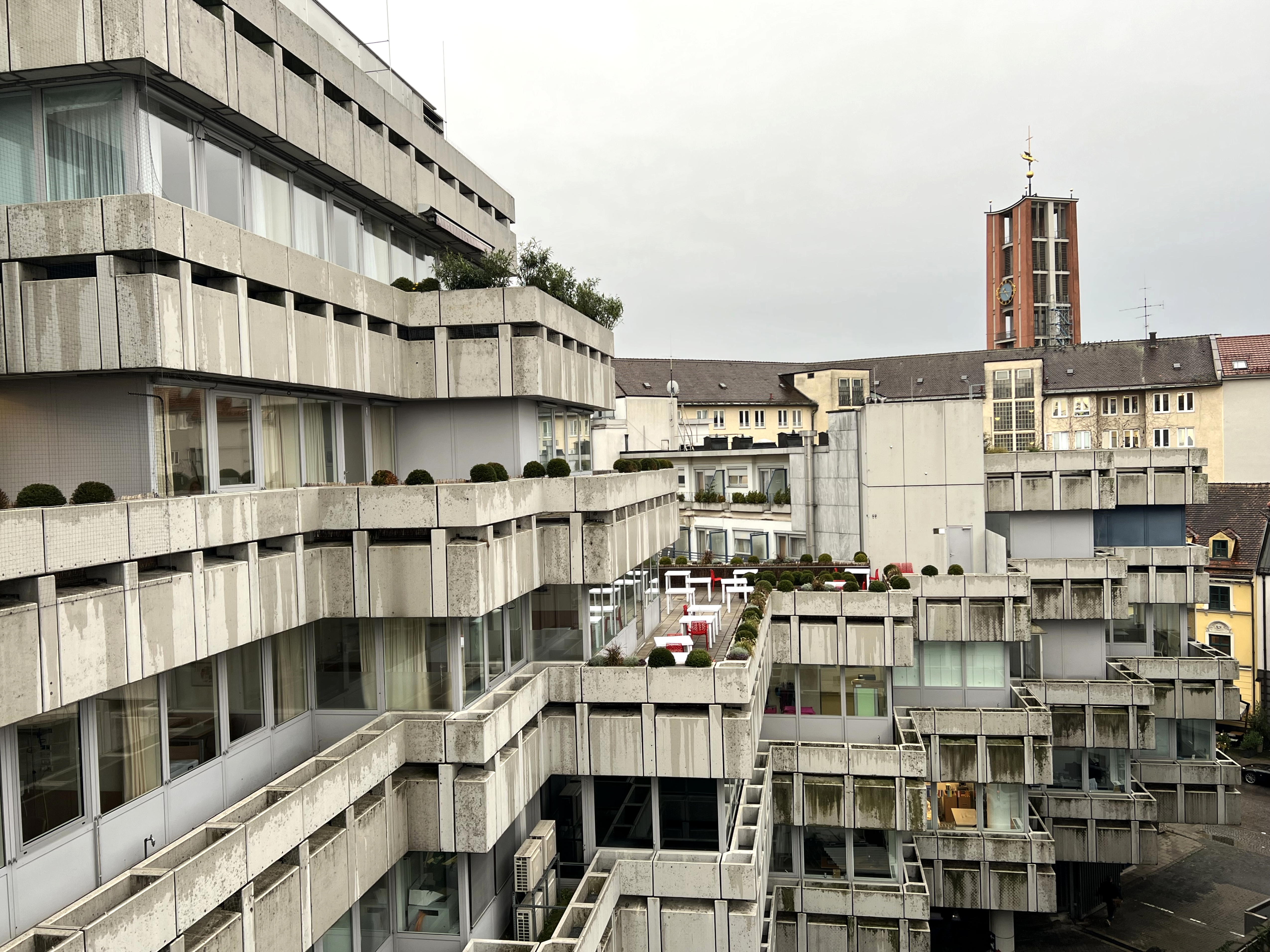
Krankenhauskomplex

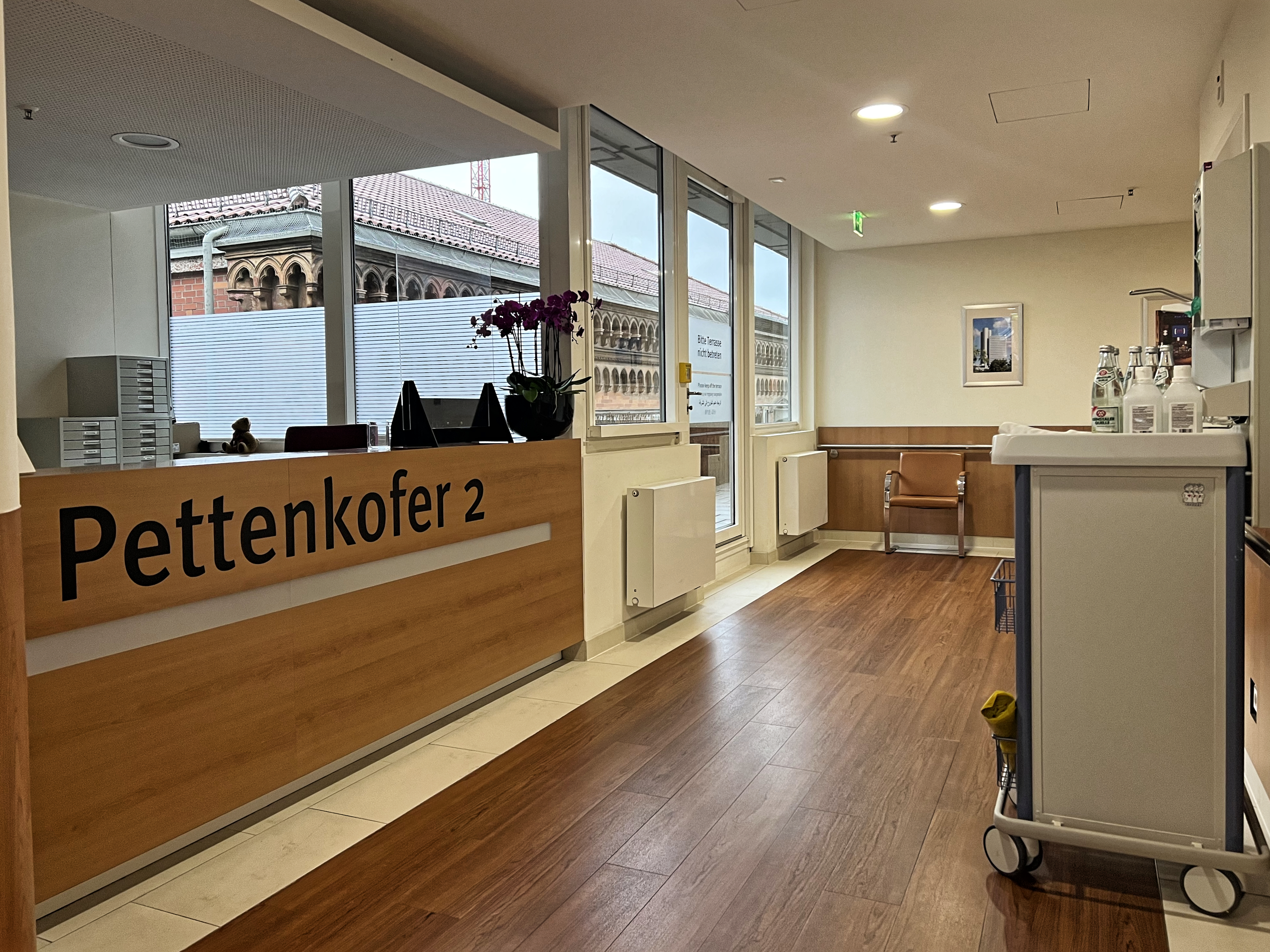
Station Pettenkofer 2

Das Isar Klinikum (Eigenschreibweise: ISAR Klinikum) wurde 2008 von Eckhard Alt gegründet und befindet sich am Münchner Altstadtring in der Sonnenstraße.

## Geschichte
Das Isar Klinikum wurde 2008 unter dem Namen Isar Medizin Zentrum gegründet und wurde unter diesem Namen bis April 2014 geführt. Der Gebäudekomplex ist zur Sonnenstraße hin von dem denkmalgeschützten Bau von Friedrich Bürklein aus den 1850er Jahren. geprägt. Dieses Gebäude wurde bereits im 19. Jahrhundert als Gebäranstalt errichtet. Das Isar Klinikum ist seit seiner Gründung 2008 stark gewachsen und umfasst heute zwölf verschiedene Fachbereiche sowie zahlreiche Praxen im angeschlossenen Medizinischen Versorgungszentrum (MVZ).

## Zahlen, Daten, Fakten
- 800 Mitarbeiter
- Über 80 angestellte Ärzte
- 240 aufgestellte Betten
- 9 Stationen (inklusive ICU und IMC)
- 12 OP-Säle
- 2 Herzkatheter-Labore
- 4 Endoskopische Eingriffsräume
- 9 Facharztpraxen im angeschlossenen Medizinischen Versorgungszentrum (Isar MVZ GmbH)

Im Jahr 2015 wurden 11.164 vollstationäre, 0 teilstationäre sowie 11.054 ambulante Patienten behandelt.

## Fachbereiche
- Klinik für Anästhesie und Intensivmedizin[7]
- Klinik für Klinik für Allgemein-, Viszeral- und Minimalinvasive Chirurgie
- Bayerisches Beckenbodenzentrum
- Klinik für Gastroenterologie, Hepatologie und Gastroenterologische Onkologie
- Klinik für Gefäßchirurgie
- Klinik für Kardiologie
- Klinik für Orthopädie und Unfallchirurgie
- Klinik für Plastische, Rekonstruktive und Ästhetische Chirurgie
- Radiologie
- Strahlentherapie
- Klinik für Urologie

## Zertifizierung
Das Isar Klinikum ist seit 2015 nach DIN EN ISO 9001:2015 für Dienstleistungen in der Gesundheitsversorgung zertifiziert. Im Mittelpunkt dieser Norm stehen die klinischen Prozesse, die Patientensicherheit und das Risikomanagement.

## Auszeichnungen
- Der AOK-Gesundheitsnavigator attestiert dem Isar Klinikum eine Weiterempfehlungsrate von 92 Prozent.[9]
- Das „World´s best Hospitals“-Ranking von Newsweek zählt das Isar Klinikum zu den besten Kliniken in Deutschland, bei den Münchner Krankenhäusern hinter dem Klinikum der Universität München, dem Klinikum Rechts der Isar sowie der München Klinik Bogenhausen.[10]
- Die Klinik ist Mitglied des Bündnisses „Aktion Saubere Hände“ und wurde von deutschen Krankenkassen für ihr hohes Leistungsniveau ausgezeichnet.[11]
- In der FAZ-Studie „Deutschlands beste Krankenhäuser“ ist das Isar Klinikum in der Kategorie mit 150 bis 300 Betten auf Rang 10 gelistet.[12]

## Management
Das Ärztliche Direktorat vertritt die leitenden Ärzte der Isar Kliniken GmbH gemäß den Krankenhaus (Gestaltungs-)Gesetzen. Das Ärztliche Direktorat ist mit Kompetenzen zur Entscheidungsfindung bei medizinischen Fragestellungen ausgestattet und stimmt sich zu diesem Zweck eng mit der Geschäftsführung ab. Geschäftsführer ist seit 2010 Andreas Arbogast.